# Đỗ Lăng Dương

## Tiểu sử
Đỗ Lăng Dương (chữ Hán: 杜陵陽, 321 - 341), nguyên quán ở huyện Kinh Triệu, là hoàng hậu của Tấn Thành Đế Tư Mã Diễn, vua thứ 7 của nhà Tấn trong lịch sử Trung Quốc.
Đỗ Lăng Dương xuất thân trong một gia đình vọng tộc. Cụ bốn đời của bà là Trấn Nam tướng quân Đỗ Dự, làm quan đầu triều Tấn, truyền qua hai đời đến phụ thân là Đỗ Nghệ. Mẹ là Bùi Mục Chi, cháu của Trường thủy giáo úy Bùi Xước. Lăng Dương là người dung mạo xuất chúng lại có kiến thức uyên thâm. Năm 336, lúc 15 tuổi, bà được gả cho Tấn Thành Đế Tư Mã Diễn và được lập làm hoàng hậu. Thành Đế về sau cho huyện Lăng Dương ở quận Tuyên Thành làm huyện Quảng Dương. Tháng 3 năm 341, Đỗ Lăng Dương bạc mệnh qua đời, thọ 21 tuổi, làm hoàng hậu 6 năm, được truy phong làm Thành Cung hoàng hậu (成恭皇后), không sinh được con.